# Ketamin
Ketamin je léčivo používané v humánní i veterinární medicíně jako anestetikum např. pod obchodními názvy Ketanest, Ketaset, Ketalar, Narkamon a Calypsol. Působí jako antagonista NMDA receptorů, ve vysokých, plně anestetických dávkách obsazuje i opioidní receptory a sigma-receptory. Podobně jako fencyklidin (PCP) vyvolává stavy nazývané disociativní anestezie a zhruba od roku 1965 je zneužíván i jako rekreační droga. Kromě anestetického účinku způsobuje halucinace a hypertenzi. Ketamin je chirální sloučenina a často se prodává jako směs obou izomerů (enantiomerů), (S)-ketaminu a (R)-ketaminu.

## Historie
Ketamin na začátku 60. let 20. století objevil Calvin Stevens z Wayne State University. V 70. letech už byla látka používána na bojištích války ve Vietnamu, už tam se však začaly objevovat zprávy o zvláštních halucinacích v období, kdy pacienti přicházeli k vědomí. Od 80. let se však ketamin zneužívá jako klubová droga (ač v menším rozsahu než metamfetamin či extáze).

## Využití v medicíně
Ketamin je disociativní anestetikum. Na rozdíl od ostatních anestetik stimuluje kardiovaskulární i dechové centrum a je potentním analgetikem.[zdroj?] Je to jediné anestetikum používané v humánní medicíně, které zvyšuje krevní tlak. To ho předurčuje pro použití u pacientů, kteří ztratili velké množství krve nebo jsou v šoku. Myorelaxace je slabá, naopak tonus horních cest dýchacích je zachovaný (nedochází k zapadnutí jazyka). Spolehlivého účinku je dosaženo i po nitrosvalovém podání. Účinek nastupuje rapidně, většinou do tří minut po podání, jelikož ketamin je až 10× více liposolubilní než thiopental. Tyto vlastnosti ho předurčuji k použití v medicíně katastrof, protože je bezpečný i v rukou nevyškoleného anesteziologa. Širšímu použití v klinické praxi zabraňují nežádoucí účinky, zejména vysoký výskyt psychických fenoménů – halucinace, děsivé sny, dezorientace, senzorické a percepční iluze. Tyto mají pravděpodobně podklad v redistribuci a pomalém uvolňování ketaminu z tukových tkání (viz tiopental). Lze je zmírnit současným podáním sedativa, např. diazepamu. Mírně zvyšuje nitrolební tlak.
Ketamin se obvykle aplikuje intravenózní nebo intramuskulární injekcí. V humánní medicíně se občas používá jako anestetikum u dětských či naopak starších pacientů (u nichž má zřejmě méně vedlejších účinků než ostatní látky tohoto typu), vždy však v kombinaci se sedativy, aby se zabránilo halucinacím. Zkoumá se také jeho využití při léčbě alkoholismu, závislosti na heroinu, léčbě deprese nebo bolestí. Ve veterinární medicíně se ketamin používá hlavně v kombinaci s xylazinem k anestezi nebo analgezi u koček, psů a jiných malých zvířat (90 % ketaminu prodaného legálně v USA jde do veterinárního lékařství).

## Rekreační zneužívání
Ketamin se zneužívá pro své disociativní účinky podobné účinkům fencyklidinu (PCP) a dextromethorfanu (DXM). Účinek trvá od 45 minut do několika hodin, ale osoba se cítí v pořádku až přibližně za 24–48 hodin. Aplikuje se v této souvislosti injekčně, šňupáním nebo kouřením. Vyvolává ketaminový trip, projevující se např. halucinacemi, pocity depersonalizace, derealizace a oddělení od vlastního těla. Ve vyšších dávkách vede disociace k extrémním stavům typu „k-hole“ až „ego death“, tj. pocit splynutí mysli s okolním světem, např. má člověk pocit, že je nehmotná entita vznášející se vesmírem[zdroj?]. Na rozdíl od jiných látek s halucinogenními účinky (psychedelických tryptaminů a fenylethylaminů[zdroj?]) může vyvolat poměrně silnou psychickou závislost, zvlášť pokud je zneužíván soustavně. Subanestetická dávka má rychlý, ale přechodný antidepresivní efekt, neboť dojde k indukci synaptogeneze přes mTOR a efekt je blokován rapamycinem.

## Dlouhodobé negativní efekty
Chronické užívání ketaminu může vést ke zhoršení kognitivních funkcí včetně paměti.
V roce 1989 profesor psychiatrie John Olney publikoval, že ketamin způsobil nezvratné změny ve dvou malých oblastech mozku pokusných krys. Nicméně, zrovna tyto dvě oblasti člověka a krysy se svými metabolickými procesy značně liší, tudíž ten samý proces nemusí u člověka probíhat.
První širší, dlouhodobá studie uživatelů ketaminu zjistila, že lidé často zneužívající tuto látku (nejméně 4 dny v týdnu a zároveň 20 dní v měsíci) jsou více depresivní a mají zhoršené různé úseky paměti včetně verbální, krátkodobé a vizuální. U méně častých uživatelů ketaminu (užití 4 dny v měsíci) nebyly na poli pozornosti, paměti a psychické pohody zjištěny rozdíly vůči kontrolní skupině. Stejně na tom byli bývalí uživatelé ketaminu. To podporuje názor, že méně časté užívání ketaminu nezpůsobuje kognitivní deficit a že kognitivní deficit u častých uživatelů je vratný při abstinenci. Ovšem bývalí uživatelé, častí i ti méně častí, měli vyšší skóre v testu bludných příznaků než kontrolní skupina.
Užívání ketaminu si, stejně jako u jiných drog, vybírá i oběti na životech. V říjnu 2023 zemřel na předávkování americký herec Matthew Perry.